# Castello Cavalcanti
 (juillet 2025).
Pour plus de détails, voir Fiche technique et Distribution.
Castello Cavalcanti est un court métrage italo-américain écrit et réalisé par Wes Anderson sorti en 2013. Il met en scène un pilote de course , joué par Jason Schwartzman, qui accidente son véhicule lors d'une compétition passant dans un petit village italien. Ce court métrage de 8 minutes a été tourné dans les studios Cinecittà à Rome, et financé par Prada. Il fut officiellement présenté au Festival international du film de Rome, puis mis en ligne le 13 novembre 2013. 

## Synopsis
En 1955, le petit village italien de Castello Cavalcanti est traversé par une course de formule 1. Lors du passage des voitures, le pilote américain Jed Cavalcanti (Jason Schwartzman) perd le contrôle de son véhicule qui s'encastre dans la statue de la place du village. Irrité par la situation et blâmant son mécanicien, il préfère abandonner la course et décide d'attendre le prochain bus pour quitter le village. Pendant son attente, il fait connaissance avec les anciens du village, et réalise qu'il se trouve dans le village d'où sa famille est originaire, et qu'un des hommes présents est son ancêtre.
Il va finalement décider de ne pas prendre le bus pour rester plus longtemps dans ce village d'où viennent ses ancêtres.

## Hommage au cinéma italien
Anderson rend hommage au cinéma classique italien, en particulier au cinéma de Federico Fellini, comme dans La dolce vita (1960) et Amarcord (1973).